# Кондратьев, Анатолий Николаевич
Анатолий Николаевич Кондра́тьев (род. 4 июня 1950, Ленинград) — советский, российский врач, анестезиолог-реаниматолог; доктор медицинских наук, профессор; Заслуженный врач Российской Федерации (2007).

## Биография
Родился  в семье морского офицера. В 1973 г. окончил Ленинградский педиатрический медицинский институт. Проходил субординатуру на кафедре детской хирургии, возглавляемой профессором А. Г. Баировым. По окончании института был распределен в Калининградскую детскую областную клиническую больницу, где работал детским хирургом, а затем анестезиологом-реаниматологом до 1981 г. С 1981 г. по настоящее время работает в Российском научно-исследовательском нейрохирургическом институте им. проф. А. Л. Поленова.
- 1973—1974 гг. — детский хирург Калининградской детской областной больнице;
- 1974—1980 гг. — врач анестезиолог-реаниматолог Калининградской детской областной больницы;
- 1980—1981 гг. — возглавлял отделение анестезиологии-реанимации Калининградской детской областной больницы;
- 1981 г. — врач анестезиолог-реаниматолог ЛНХИ им. проф. А. Л. Поленова;
- 1988 г. — избран по конкурсу руководителем отделения анестезиологии-реанимации ЛНХИ им. проф. А. Л. Поленова (в настоящее время РНХИ им. проф. А. Л. Поленова ФБГУ СЗФНИЦ МЗ РФ);
- 2003 г. — избран Президентом Ассоциации анестезиологов и реаниматологов Северо-Запада;
- многие годы является членом Европейской и Санкт-Петербургской Ассоциаций анестезиологов-реаниматологов;
- член экспертного совета по анестезиологии-реанимации МЗ РФ.
- 2015 г. - избран председателем Северо-Западного регионарного отделения ФАР «Сообщество анестезиологов-реаниматологов Северо-Запада».

## Научная деятельность
- 1986 г. — защитил кандидатскую диссертацию по теме: «Изменения гемокоагуляции и её коррекция при удалении опухолей головного мозга в условиях нейролептанальгезии».
- 1993 г. — присуждена ученая степень доктора медицинских наук, диссертация по теме: «Сочетанное воздействие на опиоидную и адренергическую антиноцицептивные системы в анестезиологическом обеспечении нейроонкологических операций» — первое в мире научное исследование, посвященное применению альфа-2 адреноагонистов в анестезиологии
- 1999 г. — присвоено ученое звание профессора
- является членом специализированных советов Санкт-Петербургского Государственного медицинского университета им. И. И. Мечникова, Санкт-Петербургской Государственной Педиатрической медицинской академии,
- входит в редколлегии и редакционные советы пяти журналов по специальности

Основные направления исследований:
- первые в мире теоретические, экспериментальные обоснования и детальные практические разработки по сочетанному использованию опиоидов и альфа-2 адреноагонистов в нейроанестезиологии и интенсивной терапии;
- практическая реализация концепции устойчивых патологических состояний ЦНС, сформулированной в работах академика Н. П. Бехтеревой и Г. Н. Крыжановского;
- разработка новых методов анестезиологического обеспечения операций у нейрохирургических больных;
- интенсивная терапия пациентов с поражением ЦНС;
- методы лечения пациентов, находящихся в длительном бессознательном состоянии;
- организации оказания помощи больным с поражением центральной нервной системы.

Исследования и научные работы А. Н. Кондратьева и его учеников вносят большой вклад в развитие нейроанестезиологии и нейрореанимации.
Под руководством и при научном консультировании профессора А. Н. Кондратьева было защищено 3 докторских и 20 кандидатских диссертаций. Автор 19 патентов, автор и соавтор более 300 научных работ.

### Избранные труды
- 2001 г. соавтор руководства «Внутричерепные менингиомы». Тиглиев Г. С., Олюшин В. Е., Кондратьев А. Н. Санкт-Петербург: Изд-во РНХИ им. проф. А. Л. Поленова;
- 2004 г. соавтор руководства под редакцией А. П. Калинина, Н. А. Майстренко, П. С. Ветшева «Анестезиология и интенсивная терапия в эндокринной хирургии». Хирургическая эндокринология. Издательство: Питер;
- 2007 г. Рекомендательные протоколы интенсивной терапии у больных в критических состояниях (принятые на I—III съездах анестезиологов и реаниаматологов Северо-Запада России), Протоколы нутриционной поддержки больных (пострадавших) в интенсивной медицине;
- 2008 г. монография «Нейротравма для дежурного анестезиолога-реаниматолога». СПб.: «Синтез Бук»;
- 2009 г. соавтор и ответственный редактор раздела «Интенсивная терапия в нейрохирургии». Интенсивная терапия: национальное руководство: в 2 т. /под ред. Б. Р. Гельфанда, А. И. Салтанова, М.:ГЭОТАР — Медиа, 2009;
- 2009 г. монография «Неотложная нейротравматология». М.:ГОЭТАР-Медиа;
- 2014 г. монография «Нейротравма глазами анестезиолога-реаниматолога». М.:Медицина;
- автор более 10 учебных, методических пособий и рекомендаций.

## Награды
- 2007 — почетное звание «Заслуженный врач Российской Федерации».
- 2012 — 1-е место на XI Всероссийском конкурсе на звание «Лучший врач» — 2011, в номинации «Лучший врач анестезиолог-реаниматолог»